# Ravenlok
Ravenlok é um RPG de ação independente desenvolvido e publicado pelo estúdio canadense Cococucumber e lançado para Windows, Xbox One e Xbox Series X/S em 4 de maio de 2023. O jogo segue uma jovem chamada Ravenlok, que se vê afastada da realidade e levada para uma terra de fantasia amaldiçoada por uma malvada rainha Lagarta.

## Jogabilidade
Ravenlok é um jogo de RPG de ação que combina tecnologia voxel com pixel art. O jogo apresenta uma perspectiva de terceira pessoa, na qual os jogadores lutam contra inimigos usando um combo de espada e escudo.

Chefe dos Fungos Chorosos de Ravenlok

Os recursos de jogo incluem lutas contra chefes em arenas, um sistema de nivelamento onde os jogadores podem caçar novas armas e itens para aprimorar suas habilidades e missões onde os jogadores podem interagir com personagens secundários e descobrir suas histórias.

## Trama
Ravenlok é um conto de fadas que reimagina sobre uma jovem e sua busca para cumprir uma profecia perigosa. O jogo acompanha Kira, cuja família se mudou para uma nova casa no campo, após herdar a propriedade de um parente desaparecido. Ao investigar sua nova casa, Kira cai através de um espelho em um reino mágico chamado Dunia, onde ela assume o manto de Ravenlok e embarca em uma jornada. Os desenvolvedores revelaram que a casa real de Ravenlok está situada em um local não especificado na zona rural do Canadá.

Captura de tela de Ravenlok

O jogo se inspira em Alice No País das Maravilhas, com o protagonista sendo puxado através de um espelho para um mundo de fantasia. Mas, ao contrário das adaptações modernas do romance, a história não parece incluir temas pesados, como doenças mentais. Personagens secundários e inimigos incluem cavaleiros feitos de cartas, uma Rainha de Copas, um coelho branco, bobos da corte, guardas de cartas de baralho e versões robóticas de Tweedledum e Tweedledee.

## Desenvolvimento
Ravenlok foi anunciado e um trailer foi revelado no Xbox & Bethesda Games Showcase em 2022. O trailer inicial recebeu elogios por seu estilo artístico único, que combina designs de personagens baseados em voxel e recursos 3D não voxel. O trailer faz referência a elementos clássicos de As Aventuras de Alice no País das Maravilhas de Lewis Carroll, com o enredo e o design dos personagens lembrando as famosas obras de Carroll. As primeiras filmagens de Ravenlok também atraíram comparações com American McGee's Alice de 2000, outro jogo de ação e aventura em terceira pessoa e uma versão moderna de Alice no País das Maravilhas.
Ravenlok é a terceira e última parcela da Trilogia Voxel de Cococucumber, após os lançamentos de Riverbond e Echo Generation. Ravenlok foi descrito como o culminar da exploração de seu estúdio na estética de pixels 3D. Antes das parcerias da Ravenlok com a Microsoft e o Xbox, a Echo Generation recebeu atenção online positiva do CEO da Microsoft Gaming, Phil Spencer, e da vice-presidente corporativa do Xbox, Sarah Bond, no Twitter.
A equipe Cococucumber falou em abordar temas de família, identidade e encontrar seu lar na estrutura de uma história de maioridade, ao mesmo tempo que incorpora elementos de diferentes histórias de fantasia. Embora não seja mencionado explicitamente, o protagonista vem de uma família asiática.
A diretora do jogo Ravenlok, Vanessa Chia, disse à Epic Games Store que "os trabalhos do Studio Ghibli são uma fonte maravilhosa de inspiração, especialmente Tonari no Totoro, Majo no Takkyübin e A Viagem de Chichiro". A equipe do Cococucumber expressou que o jogo faz referência a uma série de histórias de fantasia, como Labyrinth, O Senhor dos Anéis, The Neverending Story, e Over the Garden Wall. Chia disse que embora a comparação com a versão de American McGee sobre Alice no País das Maravilhas seja interessante, American McGee's Alice, é mais um reflexo do apetite por um novo jogo do desenvolvedor autor.
A equipe Cococucumber falou sobre o objetivo de fazer um RPG de ação que se baseie nos elementos de jogabilidade de seus trabalhos anteriores, especificamente o combate baseado em turnos em Echo Generation e dungeon crawling e arcade de Riverbond elementos.

## Lançamento
Ravenlok foi lançado para Microsoft Windows, Xbox One e Xbox Series X/S em 4 de maio de 2023. O Jogo foi lançado no Day One no Xbox Game Pass e PC Game Pass

## Recepção
Ravenlok recebeu "críticas mistas a geralmente favoráveis" para Xbox Series X/S após o lançamento, de acordo com o Metacritic. O jogo foi particularmente elogiado por sua direção de arte e atmosfera, ritmo e pela iconografia incorporada de Alice no País das Maravilhas. PC Gamer descreveu-o como um "deleite absoluto", com cada ambiente sendo "repleto de detalhes renderizados em texturas não filtradas" e "repleto de decoração voxelizada e iluminado impecavelmente".
Dalton Cooper Screen Rant a avaliou o jogo com 4/5 estrelas, afirmando que, embora Ravenlok possa não ser para jogadores que procuram "investir centenas de horas em seus jogos", é um "jogo curto, doce e fácil" que é "perfeito  para pegar e brincar", ou como um "bom jogo inicial para crianças". Ele elogiou a história por "nunca perder o ímpeto" e por ser "consistentemente divertida do início ao fim", mas afirmou que um obstáculo é que a "câmera pode ser excessivamente restritiva às vezes."